# Proprioseiopsis involutus
Proprioseiopsis involutus är en spindeldjursart som beskrevs av Denmark och C. Barry Knisley 1978. Proprioseiopsis involutus ingår i släktet Proprioseiopsis och familjen Phytoseiidae. Inga underarter finns listade i Catalogue of Life.